# JAPAN RUGBY LEAGUE ONE 2023-24 DIVISION 3
ジャパンラグビーリーグワン 2023-24 DIVISION 3（ディビジョン3）は、日本のラグビーユニオンによる社会人リーグ戦「ジャパンラグビーリーグワン」3部リーグの3年度目として、2023年12月9日から2024年5月にかけて開催された日本のラグビーユニオンによる社会人リーグ戦である。

## 出来事
- このシーズンから、反則による退場は原則として20分レッドカードとなった[1]。
- 次期2024-25シーズンは、DIVISION3に3チームが新規参入し6チーム編成、DIVISION2は8チーム編成となる[2]。このため、今期DIVISION3の1〜2位はDIVISION2へ自動昇格する。今期DIVISON3の3位チームは、DIVISION2の6位チームと入替戦を行う[3]。
- 2024年3月24日（第10節/全15節）に日野レッドドルフィンズが8戦全勝で勝ち点を重ね、上位2位内が確定（DIVISION2へ昇格決定）となった[4][5]。4月20日（第13節）には優勝が確定した[6]。
- 2024年4月6日（第12節の途中）、ジャパンラグビーリーグワン2023-24の総入場者数（DIVISION1・2・3の合計）が775,565人となり、最多記録を更新した。翌4月7日には796,928人になった。昨季2022-23シーズンの総入場者数は745,311人、初年度2022シーズンは484,047人だった[7]。
- 2024年4月7日（第12節/全15節）に清水建設江東ブルーシャークスが7戦3敗で勝ち点を重ね、上位2位内が確定（DIVISION2へ昇格決定）となった[8][9]。4月20日（第13節）に2位確定[6]。

## チーム
| チーム名 （呼称）                                       | 略称   | 主たるホームスタジアム        | 前年順位      |
| ------------------------------------------------------- | ------ | ----------------------------- | ------------- |
| 清水建設江東ブルーシャークス                            | 江東BS | 江東区夢の島陸上競技場        | DIVISION2 5位 |
| 日野レッドドルフィンズ                                  | 日野RD | 秩父宮ラグビー場              | DIVISION2 6位 |
| クリタウォーターガッシュ昭島                            | WG昭島 | AGFフィールド他               | DIVISION3 3位 |
| マツダスカイアクティブズ広島 （スカイアクティブズ広島） | SA広島 | バルコムBMWラグビースタジアム | DIVISION3 4位 |
| 中国電力レッドレグリオンズ                              | 中国RR | バルコムBMWラグビースタジアム | DIVISION3 5位 |

## 順位
5チームが、ホストとビジターを入れ替えながら総当たり戦を3回行い（各チーム12試合実施、DIVISION3全体では30試合を実施）、「勝ち点」を重ねていき、順位を決定する。
次期2024-25シーズンは、DIVISION3に3チームが新規参入し6チーム編成、DIVISION2は8チーム編成となる。このため、今期DIVISION3の1〜2位はDIVISION2へ自動昇格する。今期DIVISON3の3位チームは、DIVISION2の6位チームと入替戦を行う（5月17-19日のいずれか、5月24-25日のいずれか、で2回対戦）。
| \| \| JAPAN RUGBY LEAGUE ONE 2023-24 DIVISION 3 順位表（2024年5月5日時点[11]） \| 編集 \| |                                                                      |        |        |    |    |    |      |      |        |                           |  |  |  |  |
| 順位 | チーム                                                               | 試合数 | 勝ち点 | 勝 | 分 | 負 | 得点 | 失点 | 得失差 | 昇格・入替戦              |  |  |  |  |
| 優勝 | 日野レッドドルフィンズ                                               | 12     | 49     | 10 | 1  | 1  | 512  | 272  | 240    | DIVISION2へ自動昇格       |  |  |  |  |
| 2 | 清水建設江東ブルーシャークス                                         | 12     | 42     | 9  | 0  | 3  | 413  | 297  | 116    | DIVISION2へ自動昇格       |  |  |  |  |
| 3 | クリタウォーターガッシュ昭島                                         | 12     | 20     | 5  | 0  | 7  | 369  | 452  | -83    | DIVISION2 6位に敗戦、残留 |  |  |  |  |
| 4 | スカイアクティブズ広島                                               | 12     | 20     | 4  | 0  | 8  | 314  | 464  | -150   | 残留                      |  |  |  |  |
| 5 | 中国電力レッドレグリオンズ                                           | 12     | 9      | 1  | 1  | 10 | 267  | 390  | -123   | 残留                      |  |  |  |  |
| |                                                                      |        |        |    |    |    |      |      |        |                           |  |  |  |  |
| - 勝ち点は、勝ち4点、引き分け2点、負け0点。 - ただし、7点差以内の負けは1点を付与、3トライ差以上での勝ちは追加で1点を付与。 - 同じ勝ち点である場合は下記の順番で順位を決定する。 1. 勝ち点 2. 勝利数 3. ①および②が同数であったチーム間の勝ち点 4. ①、②および③が同数であったチーム間の得失点差 5. 全試合の得失点差 6. 当該チーム間のトライ数 7. 全試合でのトライ数 8. 当該チーム間のトライ後のゴール数 9. 全試合でのトライ後のゴール数 10. 抽選 |                                                                      |        |        |    |    |    |      |      |        |                           |  |  |  |  |
| | JAPAN RUGBY LEAGUE ONE 2023-24 DIVISION 3 順位表（2024年5月5日時点） | 編集   |        |    |    |    |      |      |        |                           |  |  |  |  |

## 受賞者
年間表彰式「NTTジャパンラグビー リーグワン2023-24 アワード」の各賞受賞者のうち、主にDIVISION3に関連するもの。別ページの「DIVISION1 受賞者」「DIVISION2 受賞者」も参照のこと。

### チーム表彰
- DIVISION3 優勝：日野レッドドルフィンズ【初】
- DIVISION3 フェアプレーチーム賞：中国電力レッドレグリオンズ【初】- レギュラーシーズン（リーグ戦）の反則数およびカード提示枚数などをポイント換算し、各DIVISIONで最も少ないチーム[13]

### 個人表彰
- DIVISION3 MVP：コンラッド・バンワイク（江東BS）【初】
- DIVISION3 得点王：コンラッド・バンワイク（江東BS）【初】- 156得点（11T、37G、9PG）[14]
- DIVISION3 最多トライゲッター：コンラッド・バンワイク（江東BS）【初】- 11トライ[14]
- DIVISION3 ベストキッカー：ピアーズ・フランシス（WG昭島）【初】- キック成功率（G・PG）82.2％
- DIVISION3 ベストタックラー：エドワード・カーク（中国RR）【初】- タックル数218回, 成功数179回, 成功率82.1％
- DIVISION3 ベストラインブレイカー：金澤徹（江東BS）【初】- 14回
- DIVISION3 優秀ヘッドコーチ賞：苑田右二（日野RD）【初】
- ベストホイッスル賞：古瀬健樹レフリー【2季連続、2回目】

### プレイヤーズ・チョイス・プライズ
選手によって自ら受賞対象選手を選ぶ賞。
- DIVISION3 プレーヤー・オブ・ザ・シーズン：コンラッド・バンワイク（江東BS）【初】
- DIVISION3 ゴールデンショルダー：森山皓太（中国RR）【2季ぶり、2回目】
- 社会貢献賞：日野レッドドルフィンズ【初】

## 入場者数

### 入場者数の推移
| シーズン | 実施 試合数 | 総入場数  | 1試合平均         | DIVISION1 1試合平均 | DIVISION2 1試合平均 | DIVISION3 1試合平均 | 入替戦 1試合平均 | プレーオフ 1試合平均 | 備考          |
| -------- | ----------- | --------- | ----------------- | ------------------- | ------------------- | ------------------- | ---------------- | -------------------- | ------------- |
| 2022     | 150         | 484,047   | 3,227             | 4,213               | 1,670               | 847                 | 1,893            | 15,896               | [ 15 ] [ 16 ] |
| 2022-23  | 168         | 745,311   | 4,436 前年比37%増 | 5,744 前年比36%増   | 1,739 前年比4%増    | 1,437 前年比70%増   | 2,273            | 19,842 前年比25%増   | [ 17 ]        |
| 2023-24  | 173         | 1,146,524 | 6,603 前年比49%増 | 8,929 前年比55%増   | 3,185 前年比83%増   | 1,456 前年比1%増    | 3,702            | 24,648 前年比24%増   | [ 18 ]        |

前シーズンまでの新型コロナウイルス感染症への対策にもとづく 人数規制が無くなった。
- 2024年4月6日（DIVISION1とDIVISION3の第12節）、ジャパンラグビーリーグワン2023-24の総入場者数（DIVISION1・2・3の合計）が775,565人となり、最多記録を更新した。翌4月7日にはさらに更新し、796,928人になった[19]。
- 最終的にシーズン1試合平均が6,603人となり[18]、前身トップリーグ時代の最多となった2015-16シーズンの1試合平均6,470人[20]を超えた。

### 他のプロスポーツリーグとの比較
| リーグ                     | シーズン | 期間                          | 試合数 | 総入場者数 | 1試合平均 入場数 | 備考                          | 出典          |
| -------------------------- | -------- | ----------------------------- | ------ | ---------- | ---------------- | ----------------------------- | ------------- |
| ジャパンラグビーリーグワン | 2023-24  | 2023年12月9日 - 2024年5月26日 | 173    | 1,146,524  | 6,603            | 1シーズン総入場者数が過去最多 | [ 18 ]        |
| Jリーグ公式戦（サッカー）  | 2024     | 2024年2月23日 - 12月8日       | 1,219  | 12,540,265 | 10,287           | 年間総入場者数が過去最多      | [ 21 ]        |
| セ・パ公式戦（プロ野球）   | 2024     | 2024年3月29日 - 11月3日       | 858    | 26,681,715 | 31,098           | 観客動員数がNPB史上過去最多   | [ 22 ] [ 23 ] |

## 試合一覧

### リーグ戦

#### 第1節
| 2023年12月9日 13:00 | 清水建設江東ブルーシャークス | 16-30 | 日野レッドドルフィンズ | 江東区夢の島陸上競技場 観客数: 2,177人 |
| 2023年12月9日 13:00 | レポート                     |       |                        | 江東区夢の島陸上競技場 観客数: 2,177人 |

| 2023年12月16日 13:00 | スカイアクティブズ広島 | 30-15 | クリタウォーターガッシュ昭島 | バルコムBMWスタジアム 観客数: 1,727人 |
| 2023年12月16日 13:00 | レポート               |       |                              | バルコムBMWスタジアム 観客数: 1,727人 |

#### 第2節
| 2023年12月23日 13:00 | 中国電力レッドレグリオンズ | 19-34 | 清水建設江東ブルーシャークス | バルコムBMWスタジアム 観客数: 835人 |
| 2023年12月23日 13:00 | レポート                   |       |                              | バルコムBMWスタジアム 観客数: 835人 |

| 2023年12月24日 12:00 | 日野レッドドルフィンズ | 37-24 | クリタウォーターガッシュ昭島 | 太田市運動公園陸上競技場 観客数: 1,122人 |
| 2023年12月24日 12:00 | レポート               |       |                              | 太田市運動公園陸上競技場 観客数: 1,122人 |

#### 第3節
| 2024年1月6日 13:00 | スカイアクティブズ広島 | 17-61 | 日野レッドドルフィンズ | バルコムBMWスタジアム 観客数: 2,276人 |
| 2024年1月6日 13:00 | レポート               |       |                        | バルコムBMWスタジアム 観客数: 2,276人 |

| 2024年1月6日 14:30 | クリタウォーターガッシュ昭島 | 39-24 | 中国電力レッドレグリオンズ | AGFフィールド 観客数: 548人 |
| 2024年1月6日 14:30 | レポート                     |       |                            | AGFフィールド 観客数: 548人 |

#### 第4節
| 2024年1月13日 13:00 | 清水建設江東ブルーシャークス | 28-31 | スカイアクティブズ広島 | 江東区夢の島陸上競技場 観客数: 1,775人 |
| 2024年1月13日 13:00 | レポート                     |       |                        | 江東区夢の島陸上競技場 観客数: 1,775人 |

| 2024年1月13日 14:30 | 日野レッドドルフィンズ | 中止 | 中国電力レッドレグリオンズ | AGFフィールド 観客数: -人 |
| 2024年1月13日 14:30 | レポート               |      |                            | AGFフィールド 観客数: -人 |

- 中国電力レッドレグリオンズに体調不良者発生のため、試合中止。[24]

#### 第5節
| 2024年1月20日 13:00 | 清水建設江東ブルーシャークス | 38-20 | クリタウォーターガッシュ昭島 | 江東区夢の島陸上競技場 観客数: 1,152人 |
| 2024年1月20日 13:00 | レポート                     |       |                              | 江東区夢の島陸上競技場 観客数: 1,152人 |

| 2024年1月27日 14:00 | 中国電力レッドレグリオンズ | 22-21 | スカイアクティブズ広島 | バルコムBMWスタジアム 観客数: 2,435人 |
| 2024年1月27日 14:00 | レポート                   |       |                        | バルコムBMWスタジアム 観客数: 2,435人 |

#### 第6節
| 2024年2月10日 14:30 | クリタウォーターガッシュ昭島 | 51-41 | 中国電力レッドレグリオンズ | AGFフィールド 観客数: 496人 |
| 2024年2月10日 14:30 | レポート                     |       |                            | AGFフィールド 観客数: 496人 |

| 2024年2月11日 14:30 | 日野レッドドルフィンズ | 61-12 | スカイアクティブズ広島 | AGFフィールド 観客数: 1,034人 |
| 2024年2月11日 14:30 | レポート               |       |                        | AGFフィールド 観客数: 1,034人 |

【追加的処分】小山内健（日野RD）→ 3試合（第8節～第10節）出場停止

#### 第7節
| 2024年2月24日 13:00 | 清水建設江東ブルーシャークス | 41-19 | クリタウォーターガッシュ昭島 | 駒沢オリンピック公園総合運動場陸上競技場 観客数: 1,048人 |
| 2024年2月24日 13:00 | レポート                     |       |                              | 駒沢オリンピック公園総合運動場陸上競技場 観客数: 1,048人 |

| 2024年2月25日 14:00 | 中国電力レッドレグリオンズ | 20-25 | スカイアクティブズ広島 | バルコムBMWスタジアム 観客数: 2,421人 |
| 2024年2月25日 14:00 | レポート                   |       |                        | バルコムBMWスタジアム 観客数: 2,421人 |

#### 第8節
| 2024年3月2日 13:00 | 日野レッドドルフィンズ | 63-29 | 中国電力レッドレグリオンズ | AGFフィールド 観客数: 597人 |
| 2024年3月2日 13:00 | レポート               |       |                            | AGFフィールド 観客数: 597人 |

| 2024年3月2日 13:00 | スカイアクティブズ広島 | 27-40 | 清水建設江東ブルーシャークス | 福山通運ローズスタジアム 観客数: 1,272人 |
| 2024年3月2日 13:00 | レポート               |       |                              | 福山通運ローズスタジアム 観客数: 1,272人 |

【追加的処分】武田知大（SA広島）→ 3試合（第10節～第12節）出場停止

#### 第9節
| 2024年3月9日 13:00 | クリタウォーターガッシュ昭島 | 21-52 | 日野レッドドルフィンズ | AGFフィールド 観客数: 872人 |
| 2024年3月9日 13:00 | レポート                     |       |                        | AGFフィールド 観客数: 872人 |

【追加的処分】オーガスティン・プル（日野RD）→ 4試合（第10・11節、第13・14節）出場停止
| 2024年3月9日 14:00 | 中国電力レッドレグリオンズ | 21-22 | 清水建設江東ブルーシャークス | バルコムBMWスタジアム 観客数: 372人 |
| 2024年3月9日 14:00 | レポート                   |       |                              | バルコムBMWスタジアム 観客数: 372人 |

#### 第10節
| 2024年3月23日 13:00 | スカイアクティブズ広島 | 28-48 | クリタウォーターガッシュ昭島 | バルコムBMWスタジアム 観客数: 1,961人 |
| 2024年3月23日 13:00 | レポート               |       |                              | バルコムBMWスタジアム 観客数: 1,961人 |

| 2024年3月24日 13:00 | 日野レッドドルフィンズ | 45-18 | 清水建設江東ブルーシャークス | 太田市運動公園陸上競技場 観客数: 1,879人 |
| 2024年3月24日 13:00 | レポート               |       |                              | 太田市運動公園陸上競技場 観客数: 1,879人 |

- 日野レッドドルフィンズはここまで10戦全勝。勝ち点を重ね、次期2024-25シーズンDIVISION2への昇格が確定し、1年ぶりにDIVISION2に戻る[28]。

#### 第11節
| 2024年3月31日 13:00 | 清水建設江東ブルーシャークス | 71-17 | スカイアクティブズ広島 | 小田原市城山陸上競技場 観客数: 1,273人 |
| 2024年3月31日 13:00 | レポート                     |       |                        | 小田原市城山陸上競技場 観客数: 1,273人 |

【追加的処分】トム・ロウ（江東BS）→ 3試合（第12・13・15節）出場停止
【追加的処分】トロケマイケル（江東BS）→ 3試合（第12・13・15節）出場停止
| 2024年3月31日 14:00 | 中国電力レッドレグリオンズ | 26-26 | 日野レッドドルフィンズ | バルコムBMWスタジアム 観客数: 652人 |
| 2024年3月31日 14:00 | レポート                   |       |                        | バルコムBMWスタジアム 観客数: 652人 |

#### 第12節
2024年4月6日、ジャパンラグビーリーグワン2023-24の総入場者数（DIVISION1・2・3の合計）が775,565人となり、最多記録を更新した。翌4月7日（第12節までの合計）は796,928人になった。昨季2022-23シーズンの総入場者数は745,311人、初年度2022シーズンは484,047人だった。
| 2024年4月6日 14:30 | スカイアクティブズ広島 | 43-22 | 中国電力レッドレグリオンズ | バルコムBMWスタジアム 観客数: 4,944人 |
| 2024年4月6日 14:30 | レポート               |       |                            | バルコムBMWスタジアム 観客数: 4,944人 |

| 2024年4月7日 13:00 | クリタウォーターガッシュ昭島 | 22-46 | 清水建設江東ブルーシャークス | 駒沢オリンピック公園総合運動場陸上競技場 観客数: 1,608人 |
| 2024年4月7日 13:00 | レポート                     |       |                              | 駒沢オリンピック公園総合運動場陸上競技場 観客数: 1,608人 |

- 清水建設江東ブルーシャークスの勝ち点が34となり、DIVISION3で2位以上が確定、これによりDIVISION2への昇格が決定した[8]。

#### 第13節
| 2024年4月20日 13:00 | クリタウォーターガッシュ昭島 | 41-59 | 日野レッドドルフィンズ | 厚木市荻野運動公園競技場 観客数: 523人 |
| 2024年4月20日 13:00 | レポート                     |       |                        | 厚木市荻野運動公園競技場 観客数: 523人 |

- 日野レッドドルフィンズは、この試合で勝ち点45（8勝1分0敗）となり、DIVISION3での優勝が決まった[31][32]。

| 2024年4月21日 13:00 | 清水建設江東ブルーシャークス | 21-20 | 中国電力レッドレグリオンズ | 小田原市城山陸上競技場 観客数: 578人 |
| 2024年4月21日 13:00 | レポート                     |       |                            | 小田原市城山陸上競技場 観客数: 578人 |

#### 第14節
| 2024年4月27日 14:00 | 中国電力レッドレグリオンズ | 23-31 | クリタウォーターガッシュ昭島 | Balcom BMWスタジアム 観客数: 1,132人 |
| 2024年4月27日 14:00 | レポート                   |       |                              | Balcom BMWスタジアム 観客数: 1,132人 |

| 2024年4月28日 14:00 | スカイアクティブズ広島 | 30-38 | 日野レッドドルフィンズ | 維新みらいふスタジアム 観客数: 3,482人 |
| 2024年4月28日 14:00 | レポート               |       |                        | 維新みらいふスタジアム 観客数: 3,482人 |

#### 第15節
- クリタウォーターガッシュ昭島は、勝利によりDIVISION3の3位が確定。DIVISION2との入替戦へ進出する。
- 清水建設江東ブルーシャークスは、今季これまで無敗（10勝1分け）の日野レッドドルフィンズに勝利した[33]。

| 2024年5月4日 14:30 | クリタウォーターガッシュ昭島 | 38-33 | スカイアクティブズ広島 | 厚木市荻野運動公園競技場 観客数: 582人 |
| 2024年5月4日 14:30 | レポート                     |       |                        | 厚木市荻野運動公園競技場 観客数: 582人 |

| 2024年5月5日 14:30 | 日野レッドドルフィンズ | 26-38 | 清水建設江東ブルーシャークス | 武蔵野市立武蔵野陸上競技場 観客数: 1,075人 |
| 2024年5月5日 14:30 | レポート               |       |                              | 武蔵野市立武蔵野陸上競技場 観客数: 1,075人 |

### 入替戦（DIVISION2/DIVISION3）
昇格・降格は、(1)勝ち点、(2)勝利数、(3)得失点差、(4)トライ数、(5)トライ後のゴール数、によって決定する。それでも順位が決まらない場合、DIVISION2所属チームが残留する。勝ち点は、勝ち4点、引き分け2点、負け0点。7点差以内の負けは1点を付与し、3トライ差以上での勝ちは追加で1点を付与する。

#### 第1戦
| 2024年 5月19日 14:30 | 日本製鉄釜石シーウェイブス DIVISIN2 6位 | 37-19    | クリタウォーターガッシュ昭島 DIVISIN3 3位 | いわぎんスタジアム 観客数: 949人 |
| 2024年 5月19日 14:30 | トライ: 4                               | レポート | トライ: 3                                 | いわぎんスタジアム 観客数: 949人 |

#### 第2戦
| 2024年 5月25日 12:00 | クリタウォーターガッシュ昭島 DIVISIN3 3位 | 26-41         | 日本製鉄釜石シーウェイブス DIVISIN2 6位 | AGFフィールド 観客数: 1,197人 |
| 2024年 5月25日 12:00 | トライ: 4                                 | レポート 報道 | トライ: 6                               | AGFフィールド 観客数: 1,197人 |

【追加的処分】トゥマナワ・タファイ（WG昭島）→ 5試合（入替戦、2024-25シーズン第4節まで）出場停止
- 両チームとも、各DIVISIONに残留。

## レフリー

### パネルレフリー
2023-24シーズンでレフリーを担当する16名。日本ラグビーフットボール協会A級レフリーから選出された。「パネル（panel）」とは「選抜された」「招待された」などの意味。
| - 大内想太 - 梶原晃久 - 川原佑 - 関谷惇大 | - 立川誠道 - 手束伊吹 - 滑川剛人 - 橋元教明 | - 濱田巧 - 平川哲也 - 廣瀬亮治 - 古瀬健樹 | - 水谷元紀 - 三井健太 - 山内昂輝 - 山本篤志 |

## 試合中継メディア
DIVISION3の試合中継について。

### J SPORTS
J SPORTSが事業共創パートナーに就任しており、リーグワン全試合のテレビ・インターネット中継の放映権を取得。初年度2022シーズンから以下のように放送・配信している。
- DIVISION3を含むすべての試合について、「J SPORTSオンデマンド」で生中継配信・見逃し配信をする[37]。ただし、DIVISION3ではカメラが1台から数台で、実況アナウンスやリプレイも無い。
- 全DIVISIONについて、『ラグビー わんだほー! 〜ラグビー情報番組〜』（初回は月曜22時から、以後随時再放送）で、当該週の試合ハイライトを毎週1時間ずつ放送する[38]。

### J SPORTS以外
出典:
- リーグワン公式ウェブサイト特設ページ と JAPAN RUGBY APP（ジャパンラグビーアプリ）で、毎週1試合を無料でライブ配信[40]。
- ジャパンラグビーリーグワンの公式YouTubeチャンネル では、全DIVISIONについてハイライト動画を配信[41]。
- BS朝日「ラグビーウィークリー」では、毎週月曜23時から24分間、リーグワンの一部の試合を映像を使用して報道する[42]。